# Edmund Bruder
Louis Oskar Edmund Bruder  (* 21. Juli 1845 in Angstedt, Schwarzburg-Sondershausen; † 8. September 1911 in Wismar, Mecklenburg-Schwerin) war ein deutscher Orgelbauer in Wismar.

## Leben
Louis Oskar Edmund Bruder stammte aus Angstedt (nicht Augstedt) in Thüringen. Wahrscheinlich erlernte er dort in der Nähe den Orgelbau (möglicherweise bei Johann Friedrich Schulze), da seine Registerzugplättchen später nach thüringischem Vorbild aus Porzellan mit Goldrand gemacht waren. 1869 wurde Edmund Bruder als Mitarbeiter bei Friedrich Wilhelm Winzer im mecklenburgischen Wismar genannt, beim Bau der Orgel in Kalkhorst. Bei der mecklenburgischen Volkszählung 1867 ist sein Name nicht zu finden. Auch nach der Übernahme der Werkstatt durch Friedrich Albert Mehmel 1873 blieb er dort tätig. 1877 machte sich Edmund Bruder in Wismar selbstständig, als zweiter Orgelbauer neben Mehmels Werkstatt. Am 16. September 1881 heiratete Bruder in der St. Georgenkirche seine Frau Henriette Louise Wilhelmine Karlhoff (19. Januar 1856 – 20. November 1935). Den beiden wurden drei Kinder geboren: Carl Gustav Emil Bruder (* 15. Oktober 1882) wurde Kaufmann, Helma Elise Karoline Bruder (4. Mai 1886) und Frieda Luise Henriette Bruder (29. April 1891). 1889 erhielt er nach Mehmels Tod die Pflegeaufträge für sämtliche Orgeln im Amt Wismar. 1902 wurden als Orgelbauer Bender und Bruder genannt; über diesen Mitarbeiter gibt es bisher keine weiteren Informationen. Am 7. März 1902 wird Louis Bruder ins Bürgerbuch der Stadt Wismar eingetragen.

## Orgeln (Auswahl)
Edmund Bruder baute ausschließlich Schleifladenorgeln. Diese waren von guter Qualität und hatten manchmal Pedaltransmissionen oder -extensionen. Bekannt sind fünf Orgelneubauten in Mecklenburg, außerdem Umbauten, Umsetzungen, Reparaturen und Pflegeaufträge. Erhalten sind die drei Orgeln in Polchow, Witzin und Leussow (diese vorher in Mirow).
Orgelneubauten
| Jahr     | Ort        | Gebäude                   | Bild | Manuale | Register   | Bemerkungen |
| -------- | ---------- | ------------------------- | ---- | ------- | ---------- | --- |
| vor 1882 | Neukloster | Lehrerseminar             |      | ?       | ?          | Die Orgel ist nicht erhalten. Die Disposition ist unbekannt. |
| 1890     | Parchim    | Friedrich-Franz-Gymnasium |      | I/p     | 3 + 2 Ext. | Die Orgel ist nicht erhalten. Sie wurde samt Schulneubau am 15. April 1890 eingeweiht. Wegen unsachgemäß genutzter Zentralheizung bald danach nicht mehr spielbar. Ende 1893 baut Friese III eine neue Orgel hinter dem vorhandenen Prospekt ein (I/p/5) die vorher seit 1888 als Interimsorgel im Schweriner Dom gedient hat. Nach 1949 wird auch diese Orgel abgebrochen. |
| 1891     | Polchow    | Dorfkirche                |      | II/P    | 8 + 1 Tr.  | Die Orgel ist erhalten. Sie hat ihre originalen Prospektpfeifen behalten. |
| 1894     | Witzin     | Dorfkirche                |      | I/P     | 5 + 1 Tr.  | Die Orgel ist erhalten. |
| 1894     | Wismar     | Stadtschule               |      | ?       | ?          | Die Orgel ist nicht erhalten. Bericht im Mecklenburger Tageblatt vom 15. August 1894. |
| um 1897  | Mirow      | Lehrerseminar, Aula       |      | II/P    | 5          | Die Orgel ist erhalten. Sie wurde 1925 umgesetzt nach Leussow. 2011 erfolgte die Restaurierung durch Gottfried Schmidt aus Rostock. |

Weitere Arbeiten
| Jahr    | Ort        | Gebäude        | Bild | Manuale | Register | Bemerkungen |
| ------- | ---------- | -------------- | ---- | ------- | -------- | --- |
| 1889    | Amt Wismar | Kirchen        |      |         |          | Pflegevertrag für sämtliche Orgeln im Amt Wismar und im Lehrerseminar Neukloster, als Nachfolge des verstorbenen Friedrich Albert Daniel Mehmel. |
| um 1890 | Basedow    | Dorfkirche     |      | III/P   | 36       | Umdisponierung der Orgel von 1683, 1983 Rückführung auf die originale Disposition von 1683 |
| 1891    | Wismar     | St. Nikolai    |      | II/P    | 34       | Reparaturen der Winzer-Orgel durch Edmund Bruder. 1895 erfolgte ein technischer Neubau durch Ernst Röver mit Übernahme aller Register von Winzer. Röver fügte nur zwei Register hinzu. 1985 wurde die Mende-Orgel aus der Freiberger Petrikirche vor die Röver-Winzer-Orgel gesetzt. Dazu wurden alle Pfeifen des Hauptwerkes entfernt und die Windlade von Röver zur Hälfte längs weggeschnitten. Die Register des Pedals und des Oberwerkes von Röver und Winzer blieben erhalten. Einige von ihnen sind in der 2010 erbauten Chororgel erhalten geblieben oder wurden bei der Restaurierung der Orgel in Zarrentin genutzt.                                                                      |
| 1892    | Russow     | Dorfkirche     |      | I       | 9        | Umdisponierung der Gerhardt-Orgel von 1700. 2009 Rückführung auf die Originaldisposition durch Firma Jehmlich aus Dresden. |
| 1893    | Groß Upahl | Dorfkirche     |      | I       | 3        | Erbaut als Kammerorgel für den Erbprinz Friedrich (späterer Herzog Friedrich der Fromme, Regierungszeit 1756 bis 1785). Inschrift in der Orgel: „Paul Schmidt. Orgelbauer aus Rostock. 1760“. Zu unbekanntem Zeitpunkt schenkte Herzog Friedrich der Fromme die Orgel der im nahestehenden Gräfin Sabina von Bassewitz auf Dalwitz. Angesichts ihres nahenden Endes bestimmte die Gräfin die Orgel für ihre Kirche Polchow. 1790 Aufstellung die Polchow durch Friedrich Friese (I) (Kummerow). 1851 Reparatur und Umdisponierung durch Heinrich Rasche. 1893 Umsetzung nach Groß Upahl durch Edmund Bruder. 1914 Reparatur durch Carl Börger. 1997 Instandsetzung durch Wolfgang Nußbücker (Plau). |
| 1896    | Doberan    | Münster        |      | II/P    | 27       | Pflegeauftrag der Friese-III-Orgel. Diese wurde 1978 abgetragen. 1980 erfolgte eine Neubau der Firma Schuke mit III/P/44. |
| 1902    | Wismar     | St. Laurentius |      | ?       | ?        | Umbau und Umsetzung einer Orgel aus Leer. Diese wurde 1923 durch einen Neubau von Marcus Runge (1865–1945) mit II+P/15 ersetzt. Die Runge-Orgel musste 1991 einen Neubau der Firma Schuke weichen mit II+P/19. |